# Adrenalize
Adrenalize – piąty album studyjny brytyjskiego zespołu Def Leppard wydany w roku 1992.
Był to pierwszy album zespołu nagrany po śmierci gitarzysty Steve'a Clarka w 1991 roku.

## Lista utworów
1. Let's Get Rocked – 4:56
2. Heaven Is – 3:37
3. Make Love Like a Man – 4:13
4. Tonight – 4:03
5. White Lightning – 7:03
6. Stand Up (Kick Love into Motion) – 4:31
7. Personal Property – 4:20
8. Have You Ever Needed Someone So Bad – 5:25
9. I Wanna Touch U – 3:38
10. Tear It Down – 3:38

## Twórcy
- Joe Elliott – wokal
- Rick Savage – gitara basowa
- Phil Collen – gitara
- Rick Allen – perkusja

## Pozycje na listach
| Kraj              | Pozycja |
| ----------------- | ------- |
| Wielka Brytania   | 1       |
| Australia         | 1       |
| Niemcy            | 8       |
| Norwegia          | 2       |
| Nowa Zelandia     | 1       |
| Stany Zjednoczone | 1       |
| Szwecja           | 5       |